# Памятник Ленину (Орёл)
Памятник В. И. Ленину — памятник советскому политическому и государственному деятелю, создателю Российской социал-демократической рабочей партии (большевиков), одному из главных организаторов и руководителей Октябрьской революции 1917 года в России, создателю первого в мировой истории социалистического государства.

## Описание
Открытие первого памятника Владимиру Ленину работы скульптора Г. Д. Алексеева в Орле состоялось 7-го ноября 1920 года у входа на городской бульвар (ныне бульвар перед входом в Парк культуры и отдыха). Это был второй памятник в стране при жизни вождя. Довоенный памятник не сохранился.
Новый монументальный памятник Ленину по проекту скульптора Н. В. Томского и архитектора Б. В. Антипова был открыт 22 февраля 1949 года перед зданием бывшего областного драматического театра им. И. С. Тургенева (сегодня театр «Свободное пространство» [бывший ТЮЗ]).
После постройки Дома Советов и расчистки площадного пространства перед ним было принято решение о переносе памятника на главную площадь города. Автор памятника Томский, сохранив фигуру Ленина без изменений, в верхнюю часть пьедестала ввёл бронзовый скульптурный барельеф, выполненный по проекту архитектора Л. Г. Голубовского, который украсил и зрительно увеличил фигуру вождя. Ночью 4-го июля 1961 года скульптуру сняли со старого пьедестала, перенесли и установили на новый из серого полированного гранита на центральной площади им. Ленина.